# الرغيف العجيب
الرغيف العجيب مسلسل رسوم متحركة ياباني (أنمي) مقتبس من سلسلة مانغا للمؤلف الياباني تاكاشي ياناسي.
الرغيف العجيب هو اسم النسخة العربية من المسلسل، واسمه في المسلسل الياباني الأصلي هو: سوريكي! أنبانمان (باليابانية: それいけ！アンパンマン) و«أنبانمان» هو اسم الشخصية الرئيسية في المسلسل (رغيف).
بدأ المؤلف في كتابة سلسلة المانغا منذ عام 1968، أما المسلسل فبدأ عرضه في اليابان عام 1988 وهو يعتبر من أكثر مسلسلات الرسوم المتحركة شعبية هناك، واستنادا إلى إحصائية أجرتها شركة بانداي (بالإنجليزية: Bandai) عام 2005، فإن «أنبانمان» (Anpanman) هو الشخصية الخيالية الأكثر شعبية بين الأطفال اليابانيين من عمر 0 إلى 12 عاما.

## القصة
تكون قصة المسلسل في منطقة ريفية فيها مخبز وشخصيات خيالية مثل الرغيف العجيب وقط البكتيريا وتدور القصص حول تعزيز العادات الصحية السليمة لدى الأطفال كالاغتسال وتنظيف الأسنان ومحاربة العادات الصحية غير الجيدة المتمثلة بممارسات شخصية قط البيكتيريا.

## الشخصيات
- رغيف : الشخصية الرئيسية في المسلسل.[1][2][3] مصنوع من الخبز ونقطة ضعفه هي الماء.
- العم الفران: وهو صانع الرغيف العجيب
- عسل: وهي فتاة تعمل مع العم الفران في المخبز.
- فلفول : شخصية مصنوعة من الفلفل
- زعتر : كلب صغير لونه بني وصديق رغيف.
- قط البكتيريا : شخصية شريرة وعدو رغيف. مصنوع من الجراثيم ونقطة ضعفه هي الصابون.
- صبي الإناء: شخصية رأسها على شكل وعاء يحمل فيه الطعام دائماً.
- نجمة: شخصية شريرة وهي شريكة قط البكتيريا وتساعدها في أعمال الشر.
- موزع الخبز: هو شخصية مصنوع من الخبز المحمص.
- زلابية: هو أخطبوط ويعمل كطباخ.

## منتجات
في اليابان، أنبانمان هو من أكثر الشخصيات الخيالية التي يمكن ملاحظتها في منتجات الأطفال كالألعاب والكتب وأشرطة الدي في دي والملابس.
وفي بعض المدن اليابانية توجد قطارات مرسوم عليها شخصيات المسلسل، أحدها «قطار أنبانمان» التابع لجيه آر شيكوكو (بالإنجليزية: JR Shikoku) في جزيرة شيكوكو.

## وصلات خارجية
- الموقع الرسمي (باليابانية)
- (بالإنجليزية)